# Nana Foulland
Nana F. Foulland (ur. 21 października 1995 w Nowym Jorku) – amerykański koszykarz występujący na pozycji środkowego, obecnie zawodnik Old Wild West Udine.
W 2018 reprezentował Minnesotę Timberwolves, podczas rozgrywek letniej ligi NBA.
27 sierpnia 2019 dołączył do Trefla Sopot. 8 lipca opuścił klub.
22 sierpnia 2020 został zawodnikiem Old Wild West Udine, występującego w II lidze włoskiej (A2).

## Osiągnięcia
Stan na 28 sierpnia 2020, na podstawie, o ile nie zaznaczono inaczej.
NCAA
- Uczestnik rozgrywek turnieju NCAA (2017, 2018)
- Mistrz:
  - turnieju Ligi Patriotów (2017, 2018)
  - sezonu regularnego Ligi Patriotów (2015–2018)
- Zawodnik roku Ligi Patriotów (2017)[7]
- Laureat nagrody Patriot League Scholar-Athlete of the Year (2018)
- Obrońca roku Ligi Patriotów (2017)
- Zaliczony do:
  - I składu:
    - Ligi patriotów (2017, 2018)
    - defensywnego Ligi patriotów (2017, 2018)
    - Academic All-Patriot League (2017, 2018)
    - najlepszych pierwszorocznych zawodników Ligi patriotów (2015)

  - II składu:
    - Ligi patriotów (2016)
    - Academic All-Patriot League (2016)

  - Patriot League Academic Honor Roll  (2015, 2016, 2017)
  - składu honorable mention All-American (2017 przez Associated Press)
- Lider Ligi Patriotów w:
  - skuteczności rzutów z gry (63% – 2017)
  - liczbie:
    - (72) i średniej (2,1) bloków (2017)
    - celnych (2010) i oddanych (356) rzutów za 2 punkty (2018)

Indywidualne
- MVP kolejki EBL (12 – 2019/2020)[8]
- Zaliczony do II składu EBL (2020 przez dziennikarzy)[9]
- Uczestnik konkursu wsadów EBL (2020)[10]
- Lider EBL w zbiórkach (2020)